# サンタ・マルゲリータ・リーグレ
サンタ・マルゲリータ・リーグレ(イタリア語: Santa Margherita Ligure)は、イタリア共和国リグーリア州ジェノヴァ県にある、人口約9,000人の基礎自治体（コムーネ）。

## 地理

### 位置・広がり

#### 隣接コムーネ
隣接するコムーネは以下の通り。
- カモーリ
- ポルトフィーノ
- ラパッロ

### 地震分類
イタリアの地震リスク階級 (it) では、3 に分類される
。

## 行政

### 分離集落
サンタ・マルゲリータ・リーグレには、以下の分離集落（フラツィオーネ）がある。
- Nozarego, Paraggi, San Lorenzo della Costa